# Wilhelm Tripp

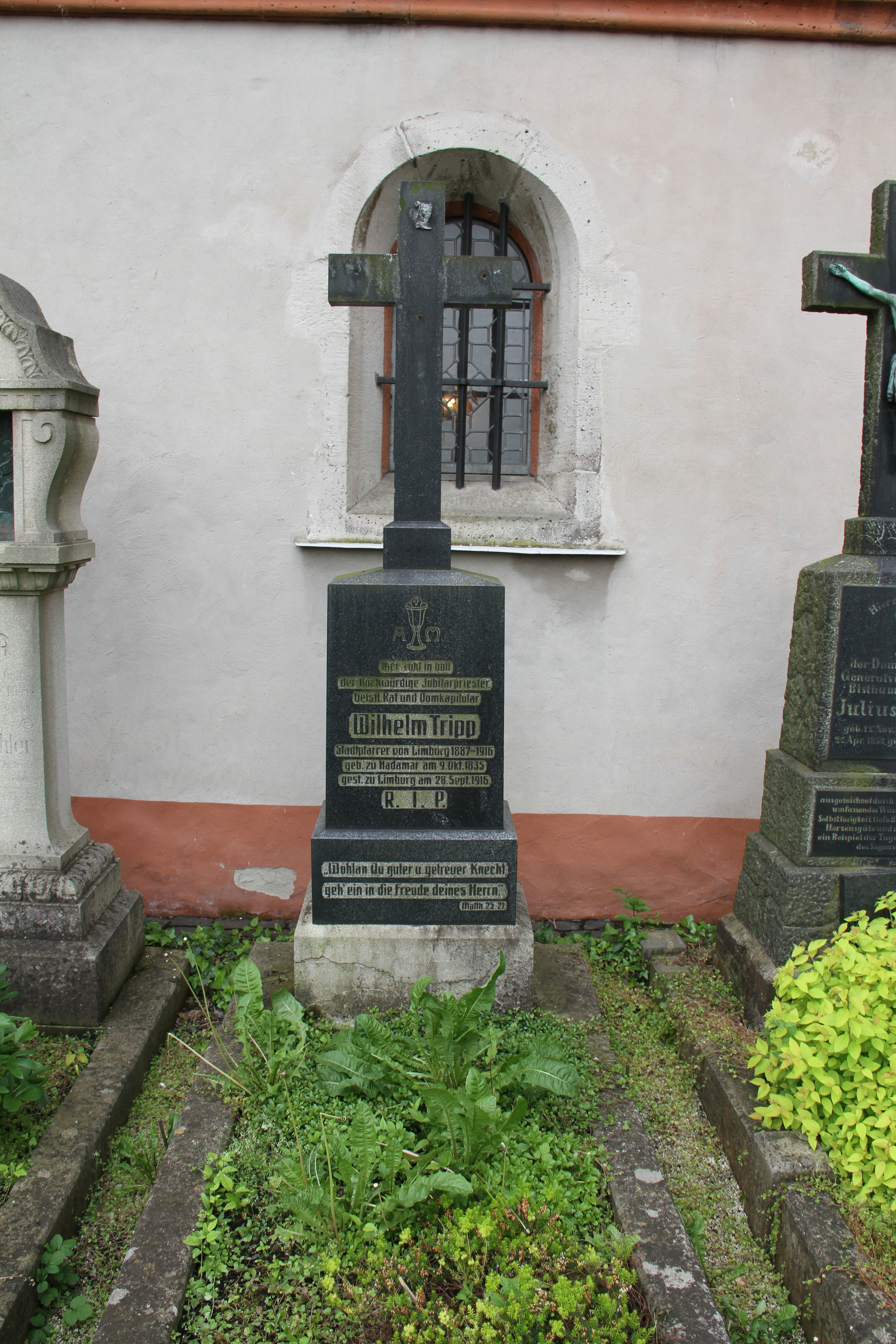
Grab des Domherren Wilhelm Tripp

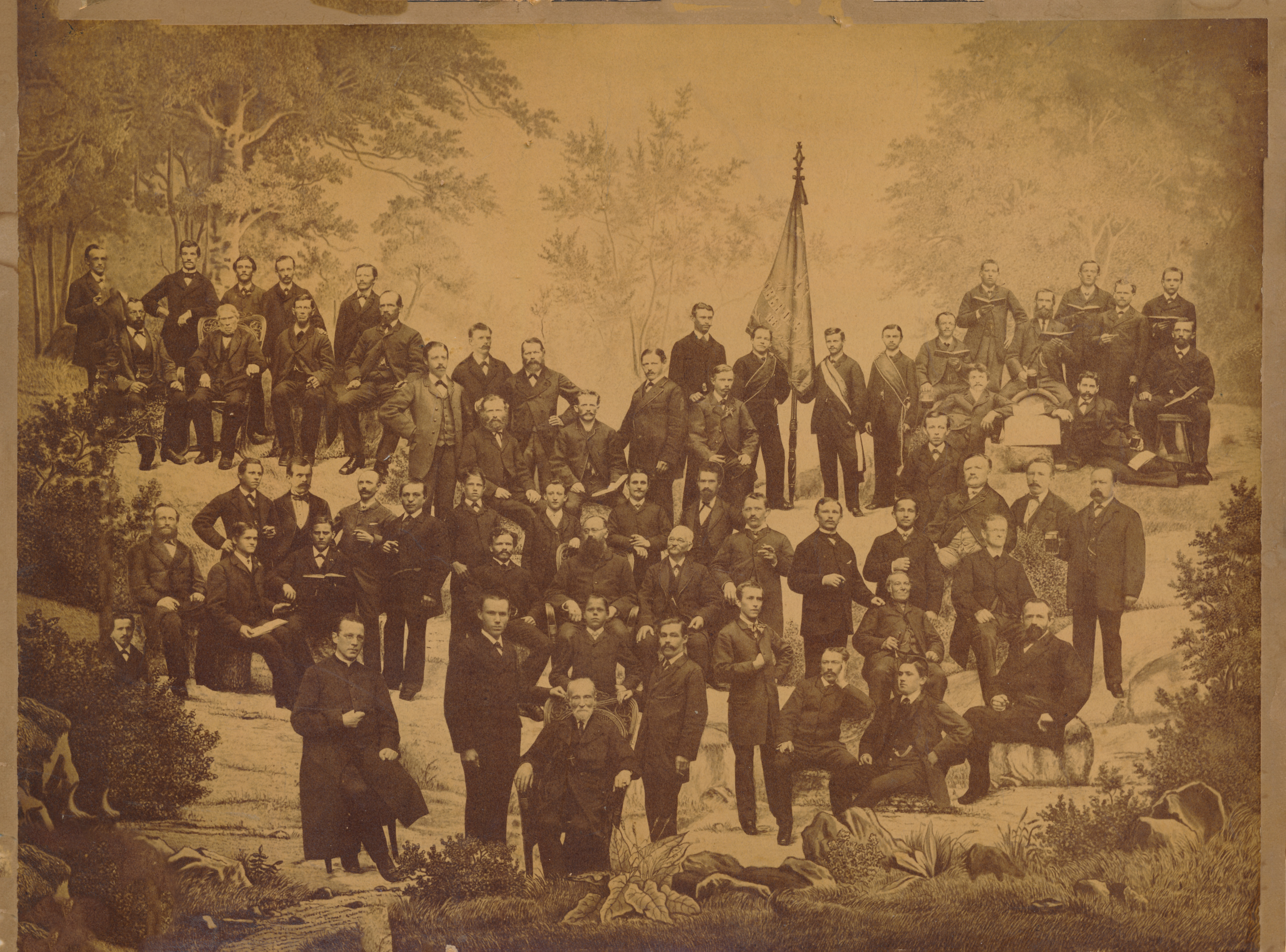
Oberursel Kolpingsfamilie 1881 (Wilhelm Tripp vordere Reihe links)

Wilhelm Tripp (* 9. Oktober 1835 in Hadamar; † 28. September 1916 in Limburg an der Lahn) war ein deutscher Geistlicher, Stadtpfarrer und Domkapitular in Limburg.

## Leben
Johann Wilhelm Tripp besuchte das Gymnasium in Hadamar und wurde 1859 in Limburg zum Priester geweiht. Danach war er Kaplaneiverwalter in Eltville und Kaplan in Schlossborn, Oberlahnstein und Wiesbaden. 1868 wurde er Religionslehrer am Wiesbadener Gymnasium, 1871 Pfarrverwalter und 1873 Pfarrer von Oberursel. 1887 erfolgte seine Ernennung zum Stadtpfarrer von Limburg und Mitglied des dortigen Domkapitels. Als solcher stand er 1898 als Kandidat auf der Vorschlagsliste für die Nachfolge des verstorbenen Bischofs Karl Klein.
Sein Grab auf dem für die Domherren reservierten Teil des Limburger Domfriedhofs ist erhalten.

## Werke
- Predigt bei der feierlichen Installation des ersten Abtes von Marienstatt nach Wiedereröffnung des Klosters – P. Dominicus Willi am 8. Mai 1890. Limburg a.d. Lahn, Limburger Vereinsdruckerei, 1890 (Digitalisat)
- Der Wilhelmitenorden und das ehemalige Wilhelmitenkloster in Limburg, in: Nassauer Bote 1910 Nr. 278, 280, 282, 284